# Аргирис Екзарху
Аргириос (Аргирис) Екзарху или Екзархос (на гръцки: Αργύριος Εξάρχου или Έξαρχος, Αργύρης Εξάρχου) е гръцки юрист от началото на XX век.

## Биография
Аргирис Екзарху е роден в 1889 година в леринското влашко-арванитско гъркоманско село Бел камен (днес Дросопиги) в семейството на Христос Екзарху, деец на гръцката въоръжена пропаганда в Македония. Завършва право и става адвокат.
През март 1944 година, след смъртта на Димитриос Котас, общинският съвет го избира за демарх (кмет) на Лерин. Кандидатурата му обаче не е приета от германците и той не встъпва в длъжност.
На 23 август 1944 година Екзарху е екзекутиран от германците при Леринското клане заедно с още 19 души, като отмъщение за убийството на седем германци и един италианец в района между Баница и Церово.
След изтеглянето на германските войски, на 14 октомври 1944 година на извънредно специално заседание общинският съвет решава Аргириос Екзарху да бъде обявен за почетен кмет на Лерин, портретът му да бъде поставен сред тези на предишните кметове, а улицата от централния площад „Омония“ към мястото на екзекуцията да се кръсти булевард „Аргириос Екзарху“.